# Кам'яне (Кам'янський район)
Кам'яне́ — село в Україні, у Кам'янському районі Дніпропетровської області. Входить до складу Саксаганської сільської громади. До 2017 року орган місцевого самоврядування — Саврівська сільська рада. Населення — 81 мешканець.

## Географія
Село Кам'яне знаходиться на правому березі річки Демурина, нижче за течією примикає село Демурино-Варварівка. По селу протікає пересихаючий струмок з загатою.

## Населення

### Мова
Розподіл населення за рідною мовою за даними перепису 2001 року:
| Мова       | Відсоток |
| ---------- | -------- |
| українська | 92,6 %   |
| російська  | 7,4 %    |

## Економіка
- Савровський гранітний кар'єр (затоплений).
- Руїни дробильної фабрики.

## Інтернет-посилання
- Погода в селі Кам'яне [Архівовано 21 грудня 2011 у Wayback Machine.]

- Саврівський гранітний кар’єр

1. ↑  Рідні мови в об'єднаних територіальних громадах України — Український центр суспільних даних